# Christian Knospe
Christian Knospe (* 16. Mai 1990 in Leipzig) ist ein deutscher Volleyballtrainer und Scout.

## Karriere
Knospe begann mit Turnen und Fußball, bevor er durch seinen Vater zum Volleyball und dem damaligen Jugendleistungszentrum des VV Leipzig kam. Nach seiner aktiven Zeit als Spieler wechselte er 2009 auf die Trainerbank als Trainerassistent der Jugend des SC Potsdam. Er engagierte sich in mehreren Altersklassen, vor allem im Kleinfeldbereich unter Martin Rosseck. 2012 gewann Knospe als Trainerassistent mit dem SC Potsdam die Deutsche U16-Meisterschaft. 2013/14 war Christian Knospe Scout beim VC Olympia Berlin und gewann mit den Frauen die Meisterschaft der 2. Bundesliga Nord. Bis 2018 war Knospe der Scout für alle VCO-Teams in Berlin.
Seit 2014 ist Knospe bei der deutschen Jugendnationalmannschaft als Scout und Trainerassistent unter Leitung von Jens Tietböhl aktiv. Auch bei den Juniorinnen und Junioren des Deutschen Volleyball-Verbandes fuhr Knospe als Scout zu Turnieren mit. Erfolge hierbei waren die beiden EM-Qualifikationen 2017 (U18) und 2018 (U17) sowie der sechste Platz 2017 (U18) und der siebte Platz 2018 (U17) bei der Europameisterschaft.
Seine Qualität als Scout wird auch von anderen Vereinen in Anspruch genommen. Bei der deutschen U20-Meisterschaft (weiblich) erreichte Knospe 2017 mit dem SV Energie Cottbus den sechsten Platz. 2018 reiste er mit dem Nachfolger seines Jugendvereins, den L.E. Volleys, ebenfalls zur deutschen U20-Meisterschaft (diesmal im männlichen Bereich) und wurde Vizemeister. International engagierte ihn die männliche luxemburgische A-Nationalmannschaft für die EM-Qualifikation im Sommer 2018.
In der Saison 2018/19 wechselte Knospe zum Damen-Erstligateam Schwarz-Weiß Erfurt, wo er als Trainerassistent unter Jonas Kronseder arbeitete. Seine Tätigkeit bei den Nachwuchsmannschaften des DVV´s laufen trotz des Wechsels vom Bundesstützpunkt weiter.
Zur Saison 2019/20 wechselte Knospe in den Männerbereich der 1. Bundesliga zum Aufsteiger Heitec Volleys Eltmann. Hier waren seine Aufgaben dieselben wie in Erfurt bei den Damen. Als Co-Trainer und Scout unterstützte er das Team aus Franken, das mit 3:2 gegen Serienmeister VfB Friedrichshafen gewann. Die GmbH meldete Insolvenz an. Durch die Coronakrise wurde die Saison abgebrochen. Deshalb musste sich das komplette Team neue Arbeitgeber suchen. Christian Knospe beerbte seinen Scoutkollegen Malte Stolley beim SVG Lüneburg als Co-Trainer und Scout.
Im September 2020 unterstützte Christian Knospe den SSC Palmberg Schwerin beim Supercup in Dresden, da deren Scout durch einen Armbruch außer Gefecht war. Mit dem 3:0-Sieg feierte Knospe seinen ersten Titel im Erwachsenenbereich.